# بشلول
بشلول هي مدينة تقع في ولاية البويرة الجزائرية. تبعد عن مدينة البويرة حوالي 20 كيلومتر.

## مواضيع ذات صلة
- بلديات ولاية البويرة
- دوائر ولاية البويرة